# Argentina Santos
Maria Argentina Pinto dos Santos (Lisboa, 6 de febrero de 1924-Ib., 18 de noviembre de 2019), más conocida como Argentina Santos, fue una cantante portuguesa considerada una de las últimas grandes cantantes de fado.

## Biografía
Santos nació en el área de Mouraria de Lisboa en 1924. Comenzó la escuela pero se fue tan rápido que era analfabeta y tuvo que aprender a leer y escribir mucho más tarde. Estaba interesada en cantar pero se casó dos veces y ninguno de sus esposos aprobó su canto en público. Fue solo después de la muerte de su segundo esposo que ella pudo recuperar su carrera y su canto se hizo popular.
En 1950 se hizo cargo del restaurante de Lisboa "Parreirinha de Alfama", que se convirtió en un centro para tocar el fado.
En 1995 comenzó a aparecer en la televisión portuguesa y al año siguiente se presentó en la televisión brasileña.  Apareció en varias ciudades europeas, incluida su aparición en el Festival de Edimburgo.
En 2005 recibió un premio en Lisboa por su canto.
En 2013 recibió el premio (Infant D Henrique) del gobierno portugués.
Murió en el Hospital Santa Maria de Lisboa en 2019.